# CD22
مجموعهٔ تمایزی ۲۲ (انگلیسی: Cluster of Differentiation 22) مولکولی متعلق به خانوادهٔ «سیگلک» از لکتین‌هاست که بر سطح لنفوسیت‌های بی بالغ (و تا حدود کمتری بر سطح انواع نابالغ آن) دیده می‌شود. در مجموع، این پروتئین یک مولکول تنظیم‌کننده است که کارش جلوگیری از بیش‌فعالی دستگاه ایمنی و ایجاد بیماری‌های خودایمنی است.
CD22 یک پروتئین تراپوسته‌ای متصل به قند است که به‌طور اختصاصی به سیالیک اسیدِ دومِـینِ ایمونوگلبولین‌ها در انتهای آمینوی آنها (N-terminus) متصل می‌شود. این پروتئین یک گیرندهٔ بازدارنده برای لنفوسیت‌های بی است و در تجمع این لنفوسیت‌ها در پلاک‌های پی‌یر در موش نقش دارد.
مؤسسه ملی سلامت در حال پژوهش و آزمایش بر روی نوعی داروی ضد CD22 به نام «BL22» است.